# Hochkreuz Konrad-Adenauer-Park

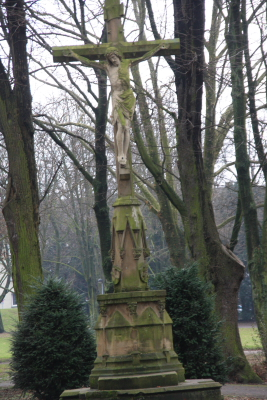
Das Kreuz

Das Hochkreuz Konrad-Adenauer-Park befindet sich in Düren in Nordrhein-Westfalen im dortigen Park. 
Das in der zweiten Hälfte des 19. Jahrhunderts errichtete Kreuz steht im Konrad-Adenauer-Park in der Innenstadt in der Kölnstraße gegenüber dem evangelischen Friedhof. Der Park war bis zum Beginn des 20. Jahrhunderts der zentrale Friedhof.
Das ca. 5 m hohe neugotische Sandsteinkreuz steht auf einem achteckigen, mit vier Stufen abgetreppten Sockel. Auf diesem steht ein Kreuzpfeiler mit einem annähernd lebensgroßen, steinernen Korpus.
Das Bauwerk ist unter Nr. 1/059 in die Denkmalliste der Stadt Düren eingetragen.